# Dafnoúla (ort i Grekland, Grekiska fastlandet)
Dafnoúla är en ort i Grekland.   Den ligger i prefekturen Nomós Evrytanías och regionen Grekiska fastlandet, i den centrala delen av landet, 240 km nordväst om huvudstaden Aten. Dafnoúla ligger 523 meter över havet och antalet invånare är 186.
Terrängen runt Dafnoúla är kuperad åt sydväst, men åt nordost är den bergig.Runt Dafnoúla är det glesbefolkat, med 9 invånare per kvadratkilometer. Närmaste större samhälle är Empesós, 15,2 km sydväst om Dafnoúla. 